# Вокалек, Йоханна
Йоханна (Иоганна) Вокалек (нем. Johanna Wokalek, род. 3 марта 1975 года) — немецкая актриса театра и кино. Среди фильмов с её участием — «Босиком по мостовой» (2005) и «Иоанна — женщина на папском престоле» (2009).

## Краткая биография
Йоханна Вокалек родилась на юге Германии во Фрайбурге (земля Баден-Вюртемберг) в семье профессора дерматологии; её отец — родом из румынского города Медиаша (в Трансильвании). Йоханна училась в гимназии во Фрайбурге, с 1991 года участвовала в постановках школьного самодеятельного театра.
Первый большой успех пришёл к Вокалек после того, как она сыграла главную роль в драме 2003 года Hierankl. Йоханна Вокалек за работу в этом фильме была награждена несколькими призами как лучшая актриса.
В лирической комедии 2005 года «Босиком по мостовой», режиссёром которой, а также исполнителем главной мужской роли был Тиль Швайгер, Вокалек сыграла главную женскую роль.
Ещё одна заметная роль Вокалек — в исторической драме 2008 года «Комплекс Баадера-Майнхоф» (здесь она предстала в образе террористки Гудрун Энслин).
В фильме 2009 года «Иоанна — женщина на папском престоле» актриса сыграла Папессу Иоанну, легендарную женщину, якобы занимавшую некоторое время папский престол в IX веке (изначально в фильме эту роль должна была играть Франка Потенте).
В фильме 2012 года «Руководство по несчастью», поставленному по одноимённой книге австрийского психотерапевта и психолога Пауля Вацлавика, Вокалек сыграла главную роль.
Йоханна Вокалек c 1996 года также широко известна как театральная актриса. Играла в таких известных спектаклях, как «Трёхгрошовая опера» Бертольта Брехта, «Гамлет» Уильяма Шекспира, «Чайка» Антона Чехова, «Кошка на раскалённой крыше» Теннесси Уильямса. В 2012 году, после рождения ребёнка, Вокалек сказала, что делает в своей театральной карьере перерыв.

## Фильмография
| Год  |     | Русское название                     | Оригинальное название             | Роль           |
| ---- | --- | ------------------------------------ | --------------------------------- | -------------- |
| 1998 | ф   | Эме и Ягуар                          | Aimée und Jaguar                  | Ильза          |
| 1998 | с   |                                      | Der Laden                         |                |
| 1999 | тф  |                                      | Alma                              |                |
| 2002 | тф  |                                      | Das letzte Versteck               |                |
| 2002 | ф   | Hierankl                             | Hierankl                          | Лена           |
| 2003 | ф   |                                      | Die Kirschenkönigin               |                |
| 2005 | ф   | Босиком по мостовой                  | Barfuss                           | Лайла          |
| 2006 | тф  |                                      | Bella Block                       |                |
| 2007 | ф   | Белые лилии                          | Weiße Lilien                      |                |
| 2008 | ф   | Северная стена                       | Nordwand                          | Луиза Фелльнер |
| 2008 | ф   | Комплекс Баадера — Майнхоф           | Der Baader Meinhof Komplex        | Гудрун Энслин  |
| 2008 | с   |                                      | Tatort                            |                |
| 2009 | ф   | Иоанна — женщина на папском престоле | Die Päpstin                       | Иоанна         |
| 2010 | ф   | Грядущие дни                         | Die kommenden Tage                | Сесилия        |
| 2010 | ф   |                                      | Kottan ermittelt: Rien ne va plus |                |
| 2012 | ф   | Руководство по несчастью             | Anleitung zum Unglücklichsein     |                |
| 2014 | док | Depeche Mode Live in Berlin          | Depeche Mode Live in Berlin       | (камео)        |
| 2023 | ф   | Сисси и я                            | Sissi & Ich                       | Мари Фестетикс |

## Личная жизнь
В апреле 2012 году вышла замуж за немецкого скрипача и дирижёра Томаса Хенгельброка, который на 17 лет её старше. В сентябре 2012 году у них родился мальчик.